# Associazione Sportiva Magenta 1950-1951
Questa voce raccoglie le informazioni riguardanti l'Associazione Sportiva Magenta nelle competizioni ufficiali della stagione 1950-1951.

## Rosa
| N. |                   | Ruolo | Calciatore        |
| -- | ----------------- | ----- | ----------------- |
|    | Italia (bandiera) | D     | C. Agosti         |
|    | Italia (bandiera) | A     | L. Agosti         |
|    | Italia (bandiera) | A     | Francesco Alberti |
|    | Italia (bandiera) | A     | Amedeo Biavati    |
|    | Italia (bandiera) | C     | V. Busconi        |
|    | Italia (bandiera) | C     | R. Chersick       |
|    | Italia (bandiera) | C     | V. Corradini      |

| N. |                   | Ruolo | Calciatore    |
| -- | ----------------- | ----- | ------------- |
|    | Italia (bandiera) | A     | A. Giuliani   |
|    | Italia (bandiera) | D     | A. Mereghetti |
|    | Italia (bandiera) | A     | P. Sacchini   |
|    | Italia (bandiera) | C     | M. Savoldelli |
|    | Italia (bandiera) | A     | P. Togni      |
|    | Italia (bandiera) | D     | P. Uglietti   |
|    | Italia (bandiera) | P     | E. Villani    |